# René Kollo
René Kollo (n. René Kollodzieyski, 20 noiembrie 1937, Berlin) este un tenor și scriitor german, care a devenit mai cunoscut prin reprezentațiile anuale la Festivalul Wagner în Bayreuth, Germania. 

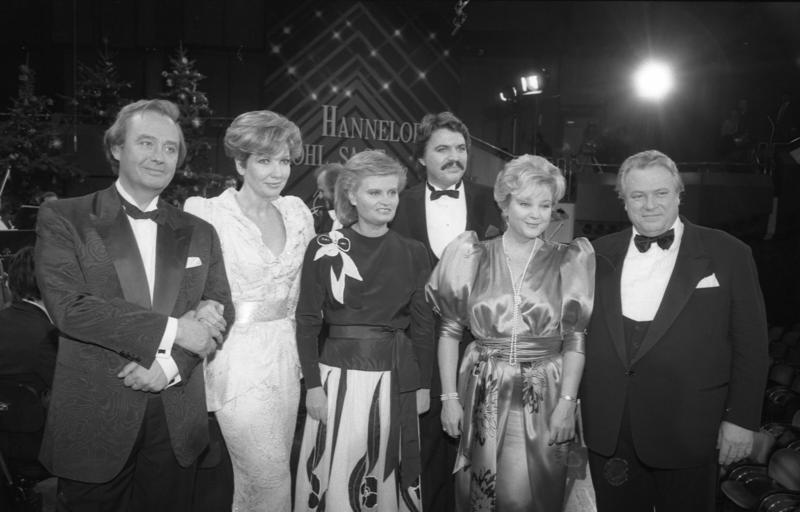
René Kollo (stânga) la un concert din 1986

## Audiții muzicale
- Richard Wagner, Die Meistersinger von Nürnberg 1. Aufzug: "Fanget an!"
- Richard Wagner, Siegfried 1. Aufzug: "He, Mime! Geschwind!" Bayreuther Festspiele 1976 - Pierre Boulez
- Richard Wagner, Siegfried 1. Aufzug: "Hoho! Hoho! Hohei!" Bayreuther Festspiele 1976 - Pierre Boulez

## Opere literare
- Ein Kaiserschmarrn, Deutschland und die Habsburger, Lau Verlag, Reinbek, 2010,  ISBN 3941400312
- Die Kunst, das Leben und alles andere ... Autobiografie, Henschel-Verlag, Berlin, o.J (2004),ISBN 3894874708, ISBN 978-3894874704

## Filmografie
- 1971 Silvia (Csárdáskirálynő), regia Miklós Szinetár